# Simple hommes SH6 de badminton aux Jeux paralympiques d'été de 2024
Navigation
Tokyo 2020
Le simple hommes SH6 de badminton aux Jeux paralympiques d'été de 2024 se déroule du 29 août au 2 septembre 2024 à l'Arena Porte de la Chapelle, en France. Il s’agit de la deuxième apparition de l’épreuve aux Jeux paralympiques d'été.
Lors de l'édition précédente à Tokyo en 2020, la compétition est remportée par l'indien Krishna Nagar.

## Organisation

### Lieu de la compétition
Le tournoi paralympiques de badminton a lieu à l'arena Porte de la Chapelle, située dans le 18e arrondissement de Paris, en France. Construit spécialement pour les Jeux, ce complexe polyvalent peut accueillir jusqu'à 8 000 spectateurs.
Outre les épreuves de para badminton, le site accueillera également celles de l'haltérophilie et, lors des Jeux olympiques, les épreuves de badminton et de gymnastique rythmique.
| Paris 18e                  | \| Arena Porte de la Chapelle \| |
| Arena Porte de la Chapelle | \| Arena Porte de la Chapelle \| |
| Capacité: 8 000            | \| Arena Porte de la Chapelle \| |
| Site de la compétition.    | \| Arena Porte de la Chapelle \| |
| Arena Porte de la Chapelle |                                  |

### Classification
Les badistes reçoivent une classification en fonction du type et de l'ampleur de leur handicap,. Le système de classification permet de rivaliser avec les autres joueurs avec le même niveau de handicap.
Pour cette épreuve, les badistes sont catégorisés en SH6. Il s’agit de joueur de petite taille (standing/short stature), par exemple atteint d'achondroplasie. L'athlète doit entre autres mesurer au maximum 145 cm pour les hommes et 137 cm pour les femmes.
Il existe également cinq autres catégorie détaillées dans le tableau suivant :
| Catégorie | Observations |
| --------- | --- |
| WH1       | Joueur assis en fauteuil roulant (wheelchair). L'athlète dispose d’un mauvais ou ne dispose pas d’équilibre du tronc. |
| WH2       | Joueur assis en fauteuil roulant (wheelchair). L'athlète dispose d’un équilibre du tronc normal ou proche de la normale. |
| SL3       | Joueur debout membre inférieur (standing/lower limb impairment minor). L'athlète marche ou court avec un boitement dû au handicap ou à l’absence de membre inférieur. |
| SL4       | Joueur debout membre inférieur (standing/lower limb impairment severe). L'athlète peut marcher avec une légère mou mais se déplace de manière fluide. |
| SU5       | Joueur debout membre supérieur (standing/upper limb impairment). L'athlète est limité dans la fonction de base du membre supérieur ou par l’absence du membre supérieur. La déficience peut concerner le « bras raquette » ou le « bras non-raquette » mais les critères sont différents. |
| SH6       | Joueur de petite taille (standing/short stature) (par exemple atteint d'achondroplasie). L'athlète doit entre autres mesurer au maximum 145 cm pour les hommes et 137 cm pour les femmes.                                                                                                 |

## Participants

### Nations participantes
| Afrique | Amériques | Asie   | Europe   | Océanie |
| ------- | --------- | ------ | -------- | ------- |
|         |           |        | - France |         |
| - pays  | - pays    | - pays | - pays   | - pays  |

## Médaillés
| Or                   | Argent               | Bronze              |
| Charles Noakes (FRA) | Krysten Coombs (GBR) | Vitor Tavares (BRA) |

## Résultats détaillés

### Phase de groupes

#### Groupe A
|   | Joueur                     | Pts | MJ | G | P | SG | SP | PG  | PP  |
| - | -------------------------- | --- | -- | - | - | -- | -- | --- | --- |
| 1 | Man Kai Chu (HKG)          | 3   | 3  | 3 | 0 | 6  | 2  | 163 | 124 |
| 2 | Krysten Coombs (GBR)       | 2   | 3  | 2 | 1 | 5  | 3  | 150 | 137 |
| 3 | Subhan (INA)               | 1   | 3  | 1 | 2 | 3  | 4  | 122 | 133 |
| 4 | Sivarajan Solaimalai (IND) | 0   | 3  | 0 | 3 | 1  | 6  | 103 | 144 |

| Date    | Horaire | Joueur 1             | Score | Joueur 2             | Set 1 | Set 2 | Set 3 |
| ------- | ------- | -------------------- | ----- | -------------------- | ----- | ----- | ----- |
| 29 août | 16 h 46 | Subhan               | 2–0   | Sivarajan Solaimalai | 21–15 | 21–17 |       |
| 29 août | 18 h 35 | Man Kai Chu          | 2–1   | Krysten Coombs       | 21–13 | 19–21 | 21–15 |
| 30 août | 17 h 17 | Subhan               | 1–2   | Krysten Coombs       | 15–21 | 21–17 | 18–21 |
| 30 août | 18 h 21 | Man Kai Chu          | 2–1   | Sivarajan Solaimalai | 21–13 | 18–21 | 21–15 |
| 31 août | 17 h 29 | Man Kai Chu          | 2–0   | Subhan               | 21–13 | 21–13 |       |
| 31 août | 18 h 34 | Sivarajan Solaimalai | 0–2   | Krysten Coombs       | 12–21 | 10–21 |       |

#### Groupe B
|   | Joueur                   | Pts     | MJ      | G       | P       | SG      | SP      | PG      | PP      |
| - | ------------------------ | ------- | ------- | ------- | ------- | ------- | ------- | ------- | ------- |
| 1 | Natthapong Meechai (THA) | 1       | 1       | 1       | 0       | 2       | 0       | 43      | 33      |
| 2 | Miles Krajewski (USA)    | 0       | 1       | 0       | 1       | 0       | 2       | 33      | 43      |
| 3 | Krishna Nagar (IND)      | Abandon | Abandon | Abandon | Abandon | Abandon | Abandon | Abandon | Abandon |

| Date    | Horaire | Joueur 1        | Score | Joueur 2           | Set 1 | Set 2      | Set 3 |
| ------- | ------- | --------------- | ----- | ------------------ | ----- | ---------- | ----- |
| 29 août | 17 h 52 | Miles Krajewski | 0–2   | Natthapong Meechai | 13–21 | 20–22      |       |
| 30 août | 22 h 14 | Krishna Nagar   | 0–2   | Miles Krajewski    | 16–21 | 18–21      |       |
| 31 août | 20 h 41 | Krishna Nagar   | 0–2   | Natthapong Meechai | 20–22 | 3–11 (ab.) |       |

#### Groupe C
|   | Joueur               | Pts | MJ | G | P | SG | SP | PG  | PP  |
| - | -------------------- | --- | -- | - | - | -- | -- | --- | --- |
| 1 | Charles Noakes (FRA) | 3   | 3  | 3 | 0 | 6  | 0  | 126 | 101 |
| 2 | Vitor Tavares (BRA)  | 1   | 3  | 1 | 2 | 3  | 4  | 136 | 129 |
| 3 | Lin Naili (CHN)      | 1   | 3  | 1 | 2 | 2  | 4  | 104 | 115 |
| 4 | Jack Shephard (GBR)  | 1   | 3  | 1 | 2 | 2  | 5  | 122 | 143 |

| Date    | Horaire | Joueur 1      | Score | Joueur 2       | Set 1 | Set 2 | Set 3 |
| ------- | ------- | ------------- | ----- | -------------- | ----- | ----- | ----- |
| 29 août | 17 h 2  | Lin Naili     | 2–0   | Jack Shephard  | 21–17 | 21–14 |       |
| 29 août | 17 h 45 | Vitor Tavares | 0–2   | Charles Noakes | 19–21 | 16–21 |       |
| 30 août | 19 h 27 | Vitor Tavares | 1–2   | Jack Shephard  | 19–21 | 21–15 | 19–21 |
| 30 août | 21 h 22 | Lin Naili     | 0–2   | Charles Noakes | 15–21 | 17–21 |       |
| 31 août | 18 h 43 | Vitor Tavares | 2–0   | Lin Naili      | 21–15 | 21–15 |       |
| 31 août | 19 h 12 | Jack Shephard | 0–2   | Charles Noakes | 17–21 | 17–21 |       |

### Phase à élimination directe
|  |                          |                      |                      |                  |                  |                     |    |              |              |                               |                               |                               |                               |                               |        |        |        |        |        |  |  |
|  | Quarts de finale         | Quarts de finale     | Quarts de finale     | Quarts de finale | Quarts de finale |                     |    | Demi-finales | Demi-finales | Demi-finales                  | Demi-finales                  | Demi-finales                  |                               |                               | Finale | Finale | Finale | Finale | Finale |  |  |
|  |                          |                      |                      |                  |                  |                     |    |              |              |                               |                               |                               |                               |                               |        |        |        |        |        |  |  |
|  |                          |                      |                      |                  |                  |                     |    |              |              |                               |                               |                               |                               |                               |        |        |        |        |        |  |  |
|  |                          |                      |                      |                  |                  |                     |    |              |              |                               |                               |                               |                               |                               |        |        |        |        |        |  |  |
|  | 1er septembre            |                      |                      |                  |                  |                     |    |              |              |                               |                               |                               |                               |                               |        |        |        |        |        |  |  |
|  |                          |                      |                      |                  |                  |                     |    |              |              |                               |                               |                               |                               |                               |        |        |        |        |        |  |  |
|  | Man Kai Chu (HKG)        | A1                   | 19                   | 14               |                  |                     |    |              |              |                               |                               |                               |                               |                               |        |        |        |        |        |  |  |
|  | Man Kai Chu (HKG)        | A1                   | 19                   | 14               | 1er septembre    |                     |    |              |              |                               |                               |                               |                               |                               |        |        |        |        |        |  |  |
|  |                          |                      | Krysten Coombs (GBR) | A2               | 21               | 21                  |    |              |              |                               |                               |                               |                               |                               |        |        |        |        |        |  |  |
|  | Natthapong Meechai (THA) | B1                   | Krysten Coombs (GBR) | A2               | 21               | 21                  | 15 | 21           | 11           |                               |                               |                               |                               |                               |        |        |        |        |        |  |  |
|  | Natthapong Meechai (THA) | B1                   |                      |                  |                  |                     | 15 | 21           | 11           | 2 septembre                   |                               |                               |                               |                               |        |        |        |        |        |  |  |
|  | Krysten Coombs (GBR)     | A2                   | 21                   | 18               | 21               |                     |    |              |              |                               |                               |                               |                               |                               |        |        |        |        |        |  |  |
|  | Krysten Coombs (GBR)     | A2                   | 21                   | 18               | 21               |                     |    |              |              |                               |                               |                               | Krysten Coombs (GBR)          | A2                            | 19     | 13     |        |        |        |  |  |
|  | 1er septembre            |                      |                      |                  |                  |                     |    |              |              |                               |                               |                               | Krysten Coombs (GBR)          | A2                            | 19     | 13     |        |        |        |  |  |
|  |                          | Charles Noakes (FRA) | C1                   | 21               | 21               |                     |    |              |              |                               |                               |                               |                               |                               |        |        |        |        |        |  |  |
|  | Miles Krajewski (USA)    | Charles Noakes (FRA) | C1                   | 21               | 21               | B2                  | 12 | 21           | 21           |                               |                               |                               |                               |                               |        |        |        |        |        |  |  |
|  | Miles Krajewski (USA)    | 1er septembre        |                      |                  |                  | B2                  | 12 | 21           | 21           |                               |                               |                               |                               |                               |        |        |        |        |        |  |  |
|  | Vitor Tavares (BRA)      | C2                   | 21                   | 10               | 23               |                     |    |              |              |                               |                               |                               |                               |                               |        |        |        |        |        |  |  |
|  | Vitor Tavares (BRA)      | C2                   | 21                   | 10               | 23               | Vitor Tavares (BRA) | C2 | 18           | 20           |                               |                               |                               |                               |                               |        |        |        |        |        |  |  |
|  |                          |                      |                      |                  |                  | Vitor Tavares (BRA) | C2 | 18           | 20           |                               |                               |                               |                               |                               |        |        |        |        |        |  |  |
|  |                          |                      | Charles Noakes (FRA) | C1               | 21               | 22                  |    |              |              | Match pour la troisième place | Match pour la troisième place | Match pour la troisième place | Match pour la troisième place | Match pour la troisième place |        |        |        |        |        |  |  |
|  |                          |                      |                      |                  |                  | 22                  |    |              |              | Match pour la troisième place | Match pour la troisième place | Match pour la troisième place | Match pour la troisième place | Match pour la troisième place |        |        |        |        |        |  |  |
|  |                          |                      |                      |                  |                  |                     |    |              | 2 septembre  |                               |                               |                               |                               |                               |        |        |        |        |        |  |  |
|  |                          |                      |                      |                  |                  |                     |    |              |              |                               |                               |                               |                               |                               |        |        |        |        |        |  |  |
|  |                          |                      |                      |                  |                  |                     |    |              |              | Man Kai Chu (HKG)             | A1                            | 21                            | 21                            | 12                            |        |        |        |        |        |  |  |
|  |                          |                      |                      |                  |                  |                     |    |              |              | Man Kai Chu (HKG)             | A1                            | 21                            | 21                            | 12                            |        |        |        |        |        |  |  |
|  | Vitor Tavares (BRA)      | C2                   | 23                   | 16               | 21               |                     |    |              |              |                               |                               |                               |                               |                               |        |        |        |        |        |  |  |